# 安德烈·伯尼克
安德烈·伯尼克（羅馬尼亞語：Andrei Bănică，1977年11月23日—），罗马尼亚男子赛艇运动员。他曾代表罗马尼亚参加世界赛艇锦标赛，获得一枚金牌、一枚银牌和一枚铜牌。他也曾参加1996年和2000年夏季奥运会。